# Yūsuke Kaneko
Yūsuke Kaneko (jap. 金子 祐介, Kaneko Yūsuke; * 18. April 1976 in Sapporo) ist ein ehemaliger japanischer Skispringer.

## Werdegang
Kaneko besuchte wie andere Skispringer die mit der Nihon-Universität assoziierte gleichnamige private Oberschule in Sapporo.
Kaneko kam erst spät zum Profi-Skispringen. So absolvierte er sein erstes internationales Springen, welches zudem sein Weltcup-Debüt war, erst am 18. Januar 1997 in Sapporo im Alter von 20 Jahren. Bereits in diesem ersten Springen erreichte er mit Platz 22 auf der Normalschanze seine ersten Weltcup-Punkte. Anschließend errang er bei der Winter-Universiade im südkoreanischen Muju die Bronzemedaille von der Großschanze. Zwei Jahre später wiederholte er dieses Ergebnis bei der Winter-Universiade im slowakischen Poprad und gewann mit der japanischen Equipe das Mannschaftsspringen. Erst am 5. September 2001 sprang er erneut ein internationales Springen. Beim Springen im Rahmen des Sommer-Grand-Prix 2001 erreichte er auf seiner Heimschanze, der Ōkurayama-Schanze, den 45. Platz. Ab Januar 2002 sprang Kaneko im Continental Cup. Am 13. März 2003 konnte er sein einziges Continental-Cup-Springen in Yamagata auf der Zaō-Schanze gewinnen.
Bei Weltcup-Springen in seinem Heimatland wurde er regelmäßig im Rahmen der Nationalen Gruppe eingesetzt, konnte sich auch meist qualifizieren, erreichte jedoch keine vorderen Platzierungen. Erst am 6. Februar 2005 konnte in Sapporo mit Platz 17 erneut in die Weltcup-Punkteränge springen.
Am 12. März 2005 absolvierte er sein letztes Continental-Cup-Springen. Er sprang dabei in Zakopane auf den 3. Platz. Am 10. September 2005 sprang er im Rahmen des Sommer-Grand-Prix in Hakuba. Im Anschluss daran legte er bis 2008 eine Wettkampfpause ein. Am 22. März 2008 zog er sich gemeinsam mit Kazuki Nishishita und Sōta Okamura nach der Teilnahme am 9. Itō-hai Season Final Ōkurayama Nighter Jump Taikai aus dem aktiven Sport zurück.

## Statistik

### Weltcup-Platzierungen
| Saison  | Platz | Punkte |
| ------- | ----- | ------ |
| 1996/97 | 86.   | 09     |
| 2004/05 | 69.   | 14     |

### Grand-Prix-Platzierungen
| Saison | Platz | Punkte |
| ------ | ----- | ------ |
| 2003   | 36.   | 18     |

### Continental-Cup-Siege
| Nr. | Datum         | Ort      | Typ           |
| --- | ------------- | -------- | ------------- |
| 1.  | 13. März 2003 | Yamagata | Normalschanze |